# Bubalornis
Bubalornis – rodzaj ptaków z podrodziny bawolików (Bubalornithinae) w rodzinie wikłaczowatych (Ploceidae).

## Zasięg występowania
Rodzaj obejmuje gatunki występujące w Afryce.

## Charakterystyka
Długość ciała 22–23 cm; masa ciała samców 65–98 g, samic 59–90 g. Ptaki te charakteryzują się masywnymi dziobami. Gniazdują kolonijnie, budują duże, sprawiające wrażenie niestarannych gniazda. Składają 2 do 4 jaj.

## Systematyka

### Etymologia
- Bubalornis: gr. βουβαλος boubalos – „bawół”; ορνις ornis, ορνιθος ornithos – „ptak”[7].
- Alecto: epitet gatunkowy Textor alecto Temminck, 1828; w mitologii greckiej Alecto (pol. Alekto) była jedną z trzech Erynii, przedstawiano je najczęściej ubrane w czerń, z wężami zamiast włosów, zaś ich oddech przynosił zarazę, wojnę i zemstę. Alekto, Megajra i Tyzyfone były duchami zemsty, które mieszkały w piekle, mściły się za zbrodnie i dręczyły przestępców[8]. Gatunek typowy: Textor alecto Temminck, 1828 = Coccothraustes albirostris Vieillot, 1817.
- Alectornis: rodzaj Alecto Lesson, 1831; ορνις ornis, ορνιθος ornithos – „ptak”[9]. Gatunek typowy: Coccothraustes albirostris Vieillot, 1817.

### Podział systematyczny
Do rodzaju należą następujące gatunki:
- Bubalornis albirostris (Vieillot, 1817) – bawolik białodzioby
- Bubalornis niger A. Smith, 1836 – bawolik czerwonodzioby